# Astragalus aquilanus
Astragalus aquilanus es una  especie de planta herbácea perteneciente a la familia de las leguminosas. Es originaria de Europa

## Distribución y hábitat
Es una planta herbácea perennifolia, originaria de Italia donde se encuentra en la región de los Abruzos en pastizales áridos con orientación sur en los bosques de pinos o en sitios degradados de población de robles. Se presenta en formaciones herbosas secas seminaturales y de  matorral sobre sustratos calcáreos.

## Taxonimia
Astragalus aquilanus fue descrita por Bruno Anzalone y publicado en Webbia 24: 726, en el año 1970.
Etimología
Astragalus: nombre genérico derivado del griego clásico άστράγαλος y luego del Latín astrăgălus aplicado ya en la antigüedad, entre otras cosas, a algunas plantas de la familia Fabaceae, debido a la forma cúbica de sus semillas parecidas a un hueso del pie.
aquilanus: epíteto